# Russische Badminton-Superliga 2017
Die Russische Badminton-Superliga 2017 bestand aus zwei Runden, wobei sich Primorje Wladiwostok als Meister durchsetzen konnte.

## Endstand
- 1. Primorje Wladiwostok (Gao Huang, Olga Arkhangelskaya, Ekaterina Bolotova, Alina Davletova, Evgeniya Dimova, Evgeny Dremin, Vladimir Ivanov, Sergey Sirant, Denis Grachev, Nina Vislova, Ivan Sozonov, Rodion Alimov, Anastasia Semyonova, Pavel Kotsarenko)
- 2. BK Nizhegorodez (Ksenia Evgenova, Andrey Parakhodin, Elena Komendrovskaja, Kristina Vyrvich, Rodion Kargaev, Sergey Chulanov, Artyom Ivanov, Roman Timko)
- 3. Chimki-Fors (Stanislav Pukhov, Anton Nazarenko, Anastasia Shapovalova, Anastasia Ronzhina, Maria Shegurova, Andrey Ashmarin, Tomara Migalina, Anton Ivanov)
- 4. BK Gattschina (Nikolai Ukk, Vitaliy Durkin, Mikhail Lavrikov, Anastasia Stogova, Maria Golubeva, Anastasia Kuznetsova)